# 定澄
定澄（じょうちょう）は、平安時代中期の僧侶。興福寺別当。

## 略歴
壬生氏の生まれで左京の人。仁和寺別当・寛空、興福寺別当・空晴に学ぶ。興福寺に籍を置き、永延2年（988年）の維摩会では講師を務めた。長徳元年（995年）権律師に任じられ、西大寺別当に就任。長保元年（999年）興福寺権別当となり、翌年には正任の別当に転じ、権少僧都となって龍蓋寺・龍門寺の別当職も兼任した。長保4年（1002年）清涼殿で始めて最勝講が執り行われた際に講師の一人となり、その後もしばしば講師を務めた。長保5年（1003年）権大僧都、寛弘8年（1011年）大僧都となり、法務を兼任した。
興福寺別当就任の同年、朝廷に大和国内の犯罪人追捕のために検非違使の派遣を要請して認められ、派遣した検非違使の綱紀粛正を命じられている。寛弘3年（1006年）新任の大和守・源頼親と所領を巡って対立が起きると、朝廷と左大臣藤原道長に頼親の解任を訴え出ている。しかし交渉は進展せず、大衆2,000余人が威圧のために入京する騒ぎにまで発展している。寛弘6年（1009年）には興福寺僧が大和守藤原輔尹の従者を殺害する事件が発生したため弁解に務めたが、藤原道長より興福寺に紛争が多いのは別当の責任であるとの叱責を受けている。興福寺はしばしば国司との間に紛争があったものの、定澄自身は権門の高僧として朝廷や道長ら藤原氏九条流の仏事によく供奉した。長和4年（1015年）疫病平癒のために臨時仁王会が催された際には総講師を務めた。同年10月、土御門殿で藤原道長五十の賀の法会が行われると導師を務めたが、俄かに急病を発したために辞去し、翌月になって遷化した
とりわけ高身長であったらしく「定澄僧都に袿なし」と噂になっていたことが清少納言の『枕草子』に記されている。一条天皇の里内裏だった一条院の東面には背の高い梨の木があったが、これを見た源成信が「定澄僧都の枝扇にしたいものだ」と冗談を言ったという。後に定澄が興福寺別当に就任した時、その御礼奏上の取り次ぎを成信が行ったが、清少納言は成信に「どうして枝扇を渡さなかったのですか？」とからかっている。

## 関連作品
- NHK大河ドラマ『光る君へ』（2024年、演:赤星昇一郎）